# Jul i Argentina
Jul i Argentina inleds med förberedelserna i samband med advent. Hemmen dekoreras, och julgranarna brukar kläs runt 8 december, i samband med Mariafesten Obefläckade avlelsen. Julkrubbor är också vanliga.
Huvudmåltiden äts oftast på julaftons kväll, oftast utomhus i trädgården.
Under julnatten avlossas fyrverkerier, och många går till kyrkan. Andra stannar hemma och öppnar julklapparna.
En annan julaftonstradition är "globos", de pappersdekorationer med ljus som skickas iväg mot himlen. Många stannar uppe hela natten, och sover mest under juldagen.

### Fotnoter
1. 1 2 3 4 5 6 7  ”Christmas in Argentina” (på engelska). Why Christmas. http://www.whychristmas.com/cultures/argentina.shtml. Läst 13 december 2014.